# Jiří Vondřejc
Jiří Vondřejc (5. prosince 1957 - 14. února 2024) byl český fotbalista, útočník.

## Fotbalová kariéra
V československé lize hrál za Spartak Hradec Králové. Nastoupil v 6 ligových utkáních. Kariéru končil v Dobřenicích.

## Ligová bilance
| Ročník                                   | Zápasy | Góly | Minuty | Klub                   |
| ---------------------------------------- | ------ | ---- | ------ | ---------------------- |
| 1. československá fotbalová liga 1980/81 | 6      | 0    | 254    | Spartak Hradec Králové |
| Česká národní fotbalová liga 1981/82     | 7      | 1    | -      | Spartak Hradec Králové |
| 1. LIGA CELKEM                           | 6      | 0    | 254    |                        |